# Kees Bos
Kees Bos (Delft, 19 april 1952) is een Nederlands cabaretier en entertainer en oud-sportorganisator.

## Jeugd en beginjaren
Bos volgde de hbs in Delft en leverde daar de teksten voor het schoolcabaret. In 1973 vormde hij samen met de leider van het schoolcabaret René van Zanten het cabaretduo Loos Alarm. In dat jaar wonnen ze de zilveren medaille op het Haagse CJP Cabaretfestival. Ook deden ze mee met het Delftse cabaretfestival Cameretten waar hun lied Kinderlokkers tot festivallied werd verkozen.
In 1974 vormde Bos een duo met pianist Walter Soesman en won de tweede prijs van het Cameretten festival van dat jaar als Kabaret Kwartoverelf. Ook won Bos de persoonlijkheidsprijs. In 1976 won hij samen met Van Zanten zowel de juryprijs als de publieksprijs op Cameretten.
Bos en Van Zanten maakten daaropvolgend drie programma's waarmee ze optraden, waaronder Live in 1977, Een Avondje Zeeziek in 1978 en Het Beste van Tekstpierement in 1979. Daarna ging Bos solo verder met het programma 333 Dwaze Dia's in 1980 en De Grootste Gemene Deler in 1982.

## Atletiek
Tussen 1980 en 1990 was Bos actief op een heel ander vlak, de hardloopwereld. Zelf een verdienstelijk halve-marathonloper, begon hij sportwedstrijden te organiseren. Zo organiseerde hij vanaf 1984 met de gemeente Delft de Kerkpolderloop die over drie jaar uitgroeide tot een evenement met meer dan 500 deelnemers.
Kort erna zette Bos De Verdonkeremaanloop op, een halve marathon die gebruik maakte van het feit dat de klok een uur teruggezet wordt als de wintertijd ingaat. Wie over deze afstand anderhalf uur doet, en die nacht om 2:00 uur start, finisht dus al om 2:30 uur. Namen de eerste keer 230 mensen deel, het volgende jaar al ruim duizend. De wedstrijd leeft (vanaf 1987 tot en met 2006) voort onder de naam Droomtijdloop. 
In 1986 richtte Bos een atletiekvereniging op, de Koplopers. Hij organiseerde een jaarlijks op Hemelvaartsdag gehouden tien-kilometerevenement, de Golden Ten Loop, die in juni 2006 nog zo'n ruim 1000 atleten naar Delft trok.

## Cabaret en kinderliedjes
Medio 1994 keerde Bos terug in het cabaret. Eerst solo, later bijgestaan door gitarist Sander Viegers. Eind dat jaar ging hun programma En Toen in première. In 1996 volgde een programma samen met de Rotterdamse cabaretière Suus van der Linden onder de titel Verdraaid. Ook maakte hij samen met de gitarist Marcel Verheugd eind jaren negentig een nieuw kinderliedjesrepertoire en bracht hij drie CD's uit, mede ingezongen door de zangeressen Heleen Torringa, Manon Weerts en Judith Kamerman. De laatste jaren is Bos actief als in te huren entertainer en cabaretier met programma's op bestelling en organiseert hij liedjesbingo's voor groepen ouderen.